# Palaeoricinulei
Sous-ordre
Les Palaeoricinulei sont un sous-ordre fossile de ricinules. 

## Distribution
Les espèces de ce sous-ordre sont connues du Carbonifère et de manière incertaine du Crétacé.

## Liste des familles
Selon The World Spider Catalog (version 18.5, 2018) :
- †Poliocheridae Scudder, 1884
- †Curculioididae Cockerell, 1916

## Publication originale
- Selden, 1992 : Revision of the fossil ricinuleids. Transactions of the Royal Society of Edinburgh Earth Sciences, vol. 83, no 4, p. 595-634.